# Тайт-энд
Тайт-энд (англ. Tight end) (TE) — позиция игрока в американском футболе. Располагается рядом c оффенсив тэклом с любой стороны линии нападения. Игроки этого амплуа сочетают в себе функции уайд ресивера и лайнмена. Функции игроков двояки: являясь частью линии нападения они могут блокировать игроков соперника (особенно при выносных комбинациях), либо — могут принимать пас от квотербека, как ресиверы, и набирать ярды.

## Антропометрия
Игроки этой позиции, обычно, крупнее ресиверов, но и медленнее. Средний рост более 185 см, вес — более 100 кг.

## Игровые номера
В НФЛ тэйт-энды выступают под номерами от 80-89, если они заняты, то от 41-49.